# 刘庄 (共星村)
刘庄是中国广东省广州市从化区的一个自然村。在太平镇东面约10.5千米，属共星村管辖。因村民姓刘得名。1998年时，全村人口118人。